# Zenó de Laodicea
Zenó de Laodicea (llatí: Zenon, en grec antic: Ζήνων) fou un orador grec, nadiu de Laodicea de Síria que va viure al segle i aC.
Va fer molt de servei a la seva ciutat, ja que quan el general renegat Quint Labiè i el príncep Pacoros I de Pàrtia van envair la província romana de Síria, va encoratjar als seus conciutadans a resistir l'atac, segons explica Estrabó.